# Zéro (Marc Elsberg)
Pour les articles homonymes, voir Zéro (homonymie).
Zéro (sous-titre : Ils savent ce que vous faites) est un roman de Marc Elsberg, paru en 2014.
C'est un thriller technologique, qui a reçu le prix des lecteurs du livre de poche.

## Résumé
Une journaliste se retrouve entraînée dans une enquête concernant Freemee, une société américaine dédiée aux nouvelles technologies, spécialiste de la collecte et de l'analyse de données, qui promet à ses abonnés une vie meilleure, par l'intermédiaire de coaching personnalisé géré par leur smartphone. Elle se rend compte que le taux de suicides est plus élevé parmi les utilisateurs de Freeme, qui a mis en place un système de ranking pour lequel les utilisateurs acceptent de mettre volontairement leurs données personnelles à disposition de la société. La société Freeme utilise les données collectées pour tenter d'influencer le résultat des élections.

## Personnages principaux
- Cynthia Bonsant : journaliste du Daily
- Anthony Heast : rédacteur en chef du Daily
- Chander Argawal : informaticien
- Viola Bonsant : fille de Cynthia
- Adam Denham : ami de Viola
- Edward Brickle : ami de Viola
- Carl Montik : fondateur de Freemee, informaticien
- Will Dekkert : responsable de la communication de Freemee
- Alice Kinkaid : directrice de la communication de Freemee
- Jonathan Stem : assistant directeur du FBI
- Marten Carson : agent du FBI

## Critiques
Pour Les Échos, Zéro est un ouvrage qui pousse à la réflexion et donne parfois envie de tout débrancher, et pourrait parfois paraître exagéré, mais c'est « un thriller tantôt haletant, tantôt bavard sur la montée en puissance d'un monde connecté, sur les milliards de données que l'on abandonne sur le net et sur l'utilisation qui peut en être faite ». Pour Stratégies, « la réalité aurait tendance à rejoindre la fiction ».